# Балинт Байнер
Балинт Байнер (на унгарски: Bálint Bajner; роден на 18 ноември 1990 г. в Сомбатхей) е унгарски футболист, играе като нападател и се състезава за Борусия Дортмунд.

## Клубна кариера
Байнер започва кариерата си в местния ФК Шопрон, след което се премества в румънския Либерти Орадя. През сезон 2008/09 преминава под наем в английския Уест Хам, но не записва мач за първия отбор. Връща се в Унгария и заиграва в елитния Хонвед. През 2011 година преминава в италианския Сулмона Калчо.
През лятото на 2012 година преминава в германския шампион Борусия Дортмунд, но заиграва за втория отбор, където отбелязва 4 гола в 11 мача. Дебютът си за първия отбор на Борусия прави на 24 февруари 2013 г., появявайки се като резерва в мач от Първа Бундеслига срещу Борусия Мьонхенгладбах. Влизането му е продиктувано от наказанията на другите двама нападатели в клуба Роберт Левандовски и Юлиан Шийбер.

## Национален отбор
През сезон 2008/09 Байнер записва 4 мача за националния отбор на Унгария до 19 години, в които отбелязва 3 гола. И трите гола отбелязва в мача на Унгария срещу Сан Марино до 19 години при победата с 6-0.